# Schwarzsee (Blatten)
Der Schwarzsee ist ein Bergsee im Lötschental im Schweizer Kanton Wallis. Der Karsee liegt auf einer Höhe von 1861 m ü. M. auf der nördlichen Talseite nordöstlich von Blatten zwischen der Tellialp und der Fafleralp.

## Zugang
Der Schwarzsee liegt am Lötschentaler Höhenweg (letzte Etappe des Lötschberg-Panoramawegs). Von der Lauchernalp im Westen aus ist er in ca. zwei Stunden erreichbar, von der Fafleralp im Osten in ca. 30 Minuten.

## Lage
| \| \| |
|       |

 
 

Lage des Schwarzsees in den Berner Alpen (links)
und in der Schweiz (rechts).

## Nachweise
1. 1 2  Lage und Höhe gemäss geo admin.ch.
2. 1 2  Lage und Fläche gemäss ortsnamen.ch.
3. ↑  Der Schwarzsee auf schweizersee.ch.